# Pure Instinct
Pure Instinct (англ. «Первісний інстинкт») — шістнадцятий альбом німецького рок-гурту Scorpions, записаний 1996 року.

## Список композицій
| #   | Назва                                                         | Автор слів                                   | Автор музики                 | Тривалість |
| --- | ------------------------------------------------------------- | -------------------------------------------- | ---------------------------- | ---------- |
| 1.  | «Wild Child»                                                  | Клаус Майне                                  | Рудольф Шенкер               | 4:19       |
| 2.  | «But the Best for You»                                        | Майне                                        | Майне                        | 5:26       |
| 3.  | «Does Anyone Know»                                            | Майне                                        | Майне                        | 6:03       |
| 4.  | «Stone in My Shoe»                                            | Майне                                        | Шенкер                       | 4:42       |
| 5.  | «Soul Behind the Face»                                        | Майне                                        | Шенкер                       | 4:14       |
| 6.  | «Oh Girl (I Wanna Be with You)»                               | Майне                                        | Шенкер                       | 3:56       |
| 7.  | «When You Came into My Life»                                  | Майне, Шенкер, Titiek Puspa, James F. Sundah | Майне, Шенкер, Puspa, Sundah | 5:13       |
| 8.  | «Where the River Flows»                                       | Майне                                        | Шенкер                       | 4:16       |
| 9.  | «Time Will Call Your Name»                                    | Майне                                        | Шенкер                       | 3:21       |
| 10. | «You and I»                                                   | Майне                                        | Майне                        | 6:16       |
| 11. | «Are You the One?»                                            | Майне                                        | Шенкер                       | 3:15       |
| 12. | «She's Knocking at My Door» (Бонус - трек японського видання) | Майне                                        | Шенкер                       | 3:21       |

## Учасники запису
- Клаус Майне — вокал, перкустика
- Рудольф Шенкер — гітара
- Маттіас Ябс — гітара, voicebox
- Ральф Рікерманн — бас
- Курт Кресс — ударні

Лейбл: East West